# Live2Play
O Live2Play é um portal de jogos online grátis, que apresenta jogos individuais, multi-utilizador e para telemóvel, tendo sido criado e desenvolvido em Portugal. Outras das principais funcionalidades do site são as estatísticas dos utilizadores, rankings e a capacidade de personalização através de avatars e skins.
Todos os jogos no portal são desenvolvidos utilizando a tecnologia Macromedia Flash.

## História
O projecto Live2Play começou a ser desenvolvido em finais de 2002, no âmbito de uma cadeira da licenciatura em Informática e Gestão de Empresa no ISCTE.
No dia 28 de Dezembro desse ano, foi lançada a versão beta do site, com algumas das primeiras funcionalidades.
Desse momento, até à data de lançamento oficial no dia 31 de Março de 2003, foram desenvolvidos 10 jogos, entre os quais o primeiro jogo multi-utilizador: Picture It.
Vários módulos foram também adicionados, permitindo uma maior comunicação entre os utilizadores e a administração (zonas de opiniões, sugestões e de ajuda).
Em Setembro de 2004 o site sofreu uma reformulação total, tanto no aspecto gráfico como nos processos que permitem identificar os melhores utilizadores do site.
Outras alterações foram depois sendo introduzidas, como um sistema interno de mail e a tradução do site para inglês.
Já em 2005, iniciou-se um sistema de parcerias com outros sites portugueses de jogos que consideramos ter bastante potencial (como por exemplo o PManager).
No segundo trimestre de 2005, foi lançado o primeiro jogo integrado no Spot2Play, a plataforma genérica de jogos multi-utilizador, que facilita o desenvolvimento de jogos desta categoria.
Futuramente no site pretendemos continuar a dinamizar a estrutura de jogos multi-utilizador e apostar em outras áreas, nomeadamente mobilidade e MMOG (Massively Multiplayer Online Game). Estão ainda previstas a criação de mini-projectos dentro do Live2Play totalmente dedicados a áreas relaccionadas com gaming.

## Lista de Jogos
Actualmente estão disponíveis 35 jogos no site. A maioria são jogados individualmente, embora também existam alguns multi-utilizador e uma zona de jogos para telemóvel que tem actualmente apenas um jogo de demonstração disponível.

### Jogos Individuais
- A Forca
- A Minhoca do Dimen
- Absolut Darts
- ArkaDreams
- Bubbles Chaos
- Collapse
- Concentration
- Fuga do Labirinto
- Get da Word
- Hit and Run
- Kick It
- Logic Masters
- Mah Jong
- Marte Ataca
- Memo
- O Atirador
- O Gajo do Balão
- O Gajo do Balão 2
- Olympic Shooter
- Pacman
- Quadrix
- Reverse Scrabble
- Space Quest
- Sokoban
- Sudoku
- Tetrix
- Trivia
- Troca Palavras

### Jogos Multi-Utilizador
- 4 em Linha
- Batalha Naval
- Collapse4Two
- Darts Challenge
- Neighbours
- Trivia Duel
- Troca Palavras Online
- Sudoku Multiplayer
- The Wall
- 8 Ball Pool

### Jogos para Telemóvel
- Collapse Mobile
- Trivia Duel Mobile